# Giuseppe Cominetti
Giuseppe Cominetti (Salasco, 28 ottobre 1882 – Roma, 21 aprile 1930) è stato un pittore italiano della corrente del divisionismo.

## Biografia
Figlio di Antonio Cominetti e di Maria Carignano, fratello maggiore del regista e sceneggiatore Gian Maria Cominetti (1884-1961), studiò a Torino, dove frequentò contemporaneamente il liceo classico e l'Accademia di Belle Arti con il Milani.
Nel 1902 si trasferì a Genova, dove frequentò gli scultori Bistolfi, Bassano, De Albertis, i pittori Nomellini, Olivari, Geranzani, Schiaffino, e scrittori e poeti come Baratono, Martini, Sbarbaro. Lo stretto contatto con Nomellini contribuì a convertirlo definitivamente al divisionismo.
Esordì alla Promotrice genovese nel 1903, e in seguito vi partecipò assiduamente. Nel 1907 espose alla Promotrice I conquistatori del sole, in cui la tecnica divisionista si manifesta in un evidente impegno allegorico-sociale.
Nel 1909 partecipò al Salon di Parigi, dove si trasferì con studio prima a Montparnasse e poi a Montmartre.

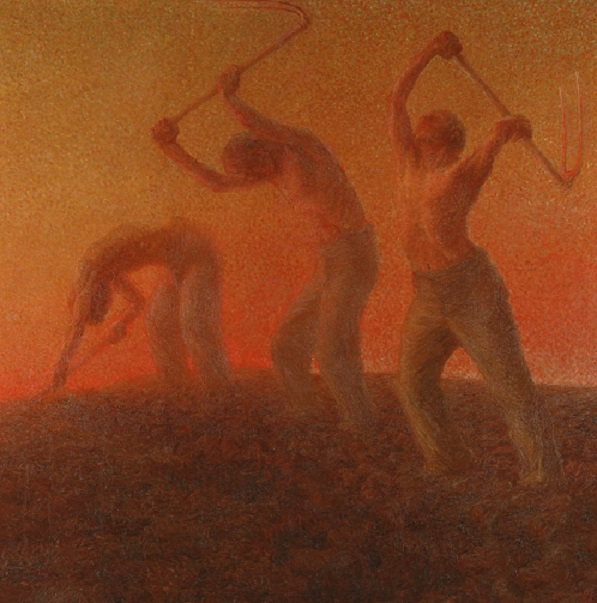
I conquistatori del sole, 1907

Frequentò gli esponenti dell'École de Paris, collaborò come critico d'arte a Le Monde e fece parte per un breve periodo del movimento futurista di Filippo Tommaso Marinetti.
Sue opere figurano alla Galleria d'Arte Moderna di Genova, alla Galleria Nazionale d'Arte Moderna di Roma, alla Galleria comunale d'arte di Cagliari e al museo Borgogna di Vercelli.